# Форзац
Фо́рза́ц (нем. Vorsatz: vor — перед, Satz — набор) — элемент конструкции книги, лист, соединяющий книжный блок с переплётной крышкой. Обычно выполняет декоративно-оформительскую функцию: скрыть «изнаночную» сторону переплётной крышки и место крепления последней с книжным блоком. Иногда на форзацах помещают различные справочные данные (в словарях, учебниках). Не все книги имеют форзац: например, у изданий, имеющих клеевое скрепление с шитьём, чаще всего есть только оборот обложки.
Задний форзац, соединяющий книжный блок с задней стороной переплётной крышки, называется нахзац (нем. Nachsatz). На нахзаце часто помещают служебные пометки: штампы магазинов, цены и т. п.

## Ударение
Словари русского языка в качестве нормативного указывают различные варианты ударения в слове форзац. В орфоэпических словарях единственно верным отмечено ударение фо́рзац. Однако в «Словаре трудностей русского языка для работников СМИ» М. А. Штудинера вариант форза́ц указан как предпочтительный. В «Русском орфографическом словаре» РАН указаны оба варианта, в «Большом толковом словаре русского языка» С. А. Кузнецова — только вариант форза́ц.

## Виды форзацев
Форзацы в основном подразделяются на два вида: цельнобумажные и составные. Цельнобумажные представляют собой сфальцованную вдвое бумажную заготовку, раскроенную в долевом направлении, равную формату необрезанного книжного блока. Составной форзац состоит из отдельных бумажных заготовок, соединённых тканевым фальчиком.
Более широко форзацы различаются по методу присоединения к тетради.
Виды форзацев в полиграфической промышленности:
1. Простой приклейной — применяется для книг с толщиной блока до 30 мм, сшитых потетрадно нитками, термонитями или при клеевом бесшвейном скреплении (КБС). Представляет собой 4-страничную тетрадь из специальной форзацной бумаги, приклеенную к первой странице первой тетради или последней странице последней тетради полоской клея шириной около 5 мм.
2. Приклейной с бумажной окантовкой — для книг с толщиной блока 30 мм и более, а также для книг, имеющих фронтиспис, учебников общеобразовательных школ и для изданий, отпечатанных на бумаге пониженной прочности или массой 1 м2 менее 50 г. Также представляет собой 4-страничную тетрадь, только для прочности оклеен полоской бумаги шириной 15 мм по корешку.
3. Приклейной с тканевой окантовкой — для изданий, требующих повышенной прочности (справочных, энциклопедических). Ширина тканевой полоски — 15—25 мм.
4. Простой прошивной — для изданий, выпускаемых в улучшенном исполнении при формате 84х108/16 и более, имеющих большую массу блока. Изготавливается так же, как и простой приклейной, только ширина 4-страничной тетради форзаца больше ширины блока на 5 мм, которые отгибаются вдоль корешка и приклеиваются к корешковому полю тетради, огибая её фальц. Затем такая тетрадь прошивается вместе с форзацем на ниткошвейной машине в процессе шитья блока.
5. «Свой» — применяется в изданиях при толщине блока до 20 мм, отпечатанных на бумаге с массой 1 м2 не менее 100 г при машинном направлении волокон бумаги вдоль корешка. Представляет собой первую и последнюю страницу книжного блока, приклеенные к переплётной крышке. Иногда, если блок представляет собой одну тетрадь, применяют «накидной» (аналогичен «своему») одинарный или двойной форзац — одну или две 4-страничные тетради, соответственно накинутые на блок и прошиваемые вместе с ним.

Далее перечислены форзацы, не поддающиеся механизации и изготавливаемые вручную. Такие форзацы применяются обычно для книг, переплетаемых по технологиям XVIII—XIX веков.
1. Составной прошивной — аналогичен простому прошивному, только для прочности бумажный фальц заменен на тканевый. Таким образом, при изготовлении данного форзаца нарезаются три заготовки: два листа форзаца и тканевый фальчик. Ближний к тетради лист — шириной равной ширине блока плюс 5 мм, ближний к переплетной крышке — ширина блока минус 10 мм, тканевый фальчик — 15 мм. Листы распускаются лесенкой в 5 мм, промазываются клеем и сталкиваются на передок — образуется полоса шириной 15 мм (клей 5 мм, просвет 5 мм, клей 5 мм), к которой приклеивается тканевый фальчик. Затем 5 мм вдоль корешка огибает тетрадь и приклеивается к её корешковому полю.
2. Выклейной пришивной форзац — после крытья картонов выклеивается разворот между картонной сторонкой и первым листом форзацной тетради тонкой цветной (мраморной) бумагой, сфальцованной пополам, скрывая шнуры (тесьму), на которых сшита книга. Иногда крайний лист форзацной тетради обрезается до ширины 5—7 см и выполняет роль слизуры, которая приклеивается к картонной сторонке, тогда выклеивается получившийся разворот.
3. Выклейной пришивной форзац с тканевой слизурой — к форзацной тетради приклеивается тканевая слизура и пришивается вместе с форзацем к книжному блоку. До кругления корешка блока к крайнему листу форзацной тетради снаружи под слизуру приклеивается сфальцованный вдвое лист тонкой цветной бумаги. При заключительной операции подклейки форзаца, после крытья покровным материалом картонов, слизура и свободный лист выклейки приклеиваются к картонной сторонке.
4. Выклейной пришивной форзац с открытым тканевым фальцем — разворот между картоном и форзацной тетрадью выклеивается сначала полоской шерфованной кожи (ткани) по месту фальца форзаца, а затем приклеиваются листы бумаги к первому листу форзацной тетради и к картонной сторонке.